# David Tyacke
David Noel Hugh Tyacke, CB, OBE (* 18. November 1915 in Germoe, Penzance, Cornwall, England; † 10. Februar 2010 in Winchester) war ein britischer Generalmajor.

## Leben

### Militärische Ausbildung und Zweiter Weltkrieg
Tyacke entstammte einer Familie aus Germoe, Penzance, die seit Beginn des 18. Jahrhunderts im dortigen Zinnbergbau tätig war und wurde als Sohn von Captain C.N.W. Tyacke geboren, der als Offizier des  Regiments Duke of Cornwall’s Light Infantry (DCLI) während des Ersten Weltkrieges 1918 gefallen ist.
Nach Abschluss seiner Schulausbildung am Malvern College absolvierte er eine militärische Ausbildung an der Royal Military Academy Sandhurst. Nach Abschluss dieser Ausbildung trat er 1935 als Second Lieutenant wie sein Vater in das DCLI-Regiment ein und diente vor dem Zweiten Weltkrieg in Indien, ehe er im Oktober 1939 als Offizier mit dem 2. Bataillon der DCLI in Frankreich eingesetzt wurde. Nach dem Beginn des Westfeldzuges im Mai 1940 wurde er mit dem Bataillon Richtung Dünkirchen verlegt, wo er nach einem Kampfeinsatz mit einer kleinen Gruppe unter seiner Führung im nahegelegenen Bray-Dunes gerettet wurde.
Tyacke kam anschließend als Offizier zum Stab der Chindit-Einheiten zur Durchführung der „Operation Thursday“, die als Einfall von sechs britischen Brigaden hinter den japanischen Divisionen geplant waren.
David Tyacke war damals der letzte Stabsoffizier im Hauptquartier der Spezialstreitkräfte („Chindits“) der British Army in Sylhet der den Kommandeur der Einheiten, Major-General Orde Wingate, lebend sah, bevor dieser auf einem Flug zu den "Broadway" und "White City" genannten Basen der 77. und 111. Infanteriebrigaden im Dschungel von Burma hinter den Einheiten der Kaiserlich Japanischen Armee ums Leben kam. Später schilderte er seine Eindrücke wie Wingates Flugzeug zunächst als überfällig gemeldet wurde bis sich die Meldung des Absturzes des Kommandeurs am 24. März 1944 verbreitete.
Zum Zeitpunkt des Todes von Major-General Wingate hatte erst die erste Phase der Operation mit drei Brigaden begonnen. Im Anschluss an Wingates Tod war Tyacke Stabsoffizier beim neuen Kommandeur der Chindits, Brigadier-General Walter Lentaigne, der das Konzept der "Operation Thursday" jedoch änderte und stattdessen Druck auf die 18. und 56. Division der Japanischen Armee zur Unterstützung der US-amerikanischen China-Armee im Norden Burmas unter dem Kommando von Generalleutnant Joseph "Vinegar Joe" Stillwell ausübte. Dabei handelte es sich um einen verlustreichen Einsatz, da zwar neue Truppenteile die ursprünglichen drei Brigaden ersetzten und erweiterten, es jedoch keine Unterstützung durch Artillerie oder Panzer gab. Zuletzt diente er im Stab der Chindits in Shaduzup im nördlichen Burma an der Seite von Stillwells Stab, bis es zur Ablösung durch die 36. Britische Division kam.

### Nachkriegszeit und Aufstieg zum Generalmajor
Nach dem Ende des Zweiten Weltkrieges kehrte er aus Indien nach Großbritannien zurück, wo er Verwendung als Instrukteur an der Generalstabsschule (Staff College) in Camberley fand. Anschließend war er Kommandeur des 1. Bataillons DCLI in der Bundesrepublik Deutschland und danach Kommandeur einer Brigade der Territorialarmee. Im Anschluss wurde er zunächst Direktor für Administrative Planung und dann Stellvertretender Direktor für Militärische Operationen im Verteidigungsministerium des Vereinigten Königreichs.
1966 wurde er zum Major-General befördert und wurde als solcher zum Kommandierenden General (General Officer Commanding) der Britischen Armee in Singapur ernannt. Zu dieser Zeit war Singapur die wichtigste britische Militärbasis nachdem es im Herbst 1964 zu massiven Unruhen zwischen chinesischen und nicht-chinesischen Einwohnern kam. Nach heftigen ideologischen Konflikten zwischen der von der PAP gestellten Regierung und der Föderationsregierung in Kuala Lumpur sowie wegen Befürchtungen auf malaysischer Seite, dass die Unruhen über die Stadt hinaus ausgreifen könnten, wurde Singapur am 7. August 1965 aus der Föderation mit Malaya, Sabah und Sarawak ausgeschlossen. Zwei Tage später, am 9. August 1965, wurde Singapurs Souveränität als erstes von Malaysia anerkannt.
1970 trat er in den Ruhestand und wurde zum Controller der wichtigsten Wohltätigkeitsorganisation der Armee (Army Benevolent Fund) sowie zum Deputy Colonel der Somerset and Cornwall Light Infantry ernannt. Im Anschluss hatte er zwischen 1972 und 1977 das Ehrenamt des Colonel of the Regiment der Light Infantry inne. Zuletzt war er von 1978 bis 1988 Mitglied des Rates des Malvern College.
Für seine Verdienste wurde er mehrfach ausgezeichnet und war unter anderem Companion des Order of the Bath und Officer des Order of the British Empire.